# VEC-M1
El VEC, sigles de Vehículo de Exploración de Caballería, i també conegut com a BMR-625 VEC, Pegaso 3562 o, actualment, VEC-M1 és un vehicle blindat amfibi sobre rodes de reconeixement d'origen espanyol. Dissenyat per unitats de cavalleria lleugera, els VEC han servit amb èxit a diferents missions de pau internacionals donant suport a la infanteria, a Bòsnia-Hercegovina i Kosovo amb la IFOR, al Líban i a l'Iraq.
Produïts per ENASA-Pegaso, avui Santa Bárbara Sistemas, el VEC es va oferir a l'exportació. Al final però, només en va comprar Espanya i, tot i que al principi només se n'havien demanat 235, se'n van acabar comprant 340.
El VEC comparteix gran part dels seus components i tecnologia amb el transport blindat de personal BMR-600 i, igual que aquest, a finals del 90 es va millorar. Es van actualitzar bàsicament el sistema motor i el blindatge i es va passar a anomenar VEC-M1.

## Història
El VEC es va dissenyar per complir amb els requeriments de l'Exèrcit de Terra espanyol en matèria de reconeixement militar durant la dècada dels 70. El primer dels cinc prototips que se'n van fer es va acabar el 1977-78.

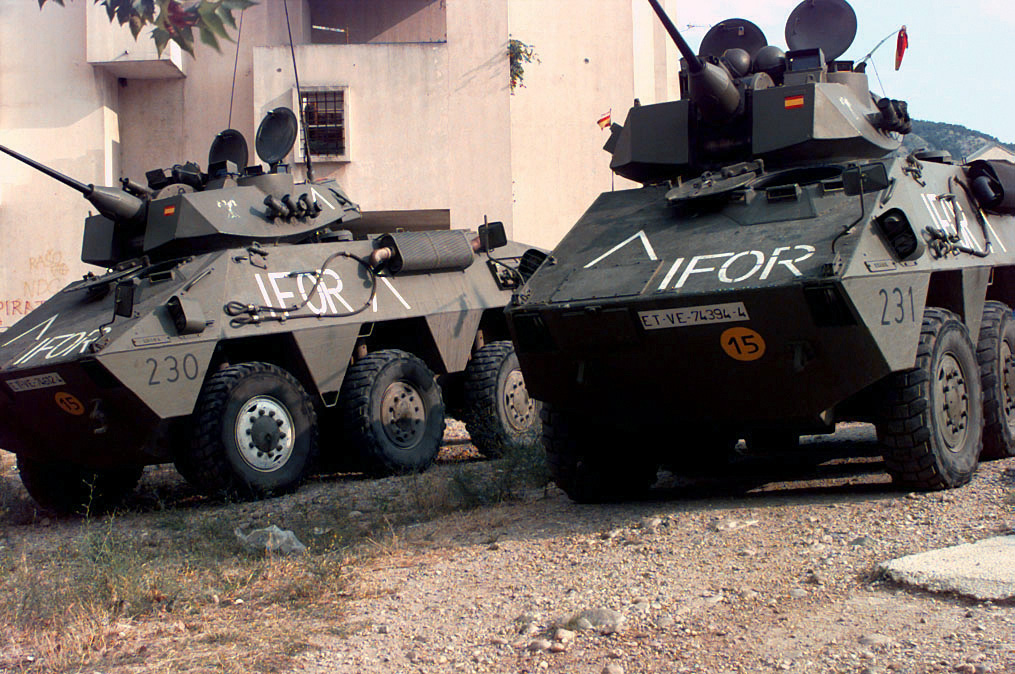
Un parell de VEC de la IFOR fotografiats l'any 1996.

Als vehicles del primer lot, un total de 32 VEC, se'ls va equipar amb la torreta italiana Otobreda TC20 i el canó automàtic alemany Rheinmetall MK 20 Rh 202. Els 100 vehicles que es van produir després anirien equipats amb la torreta H 90, que també du el Panhard AML-90. La resta de vehicles, 208, es van equipar amb la torreta TC25 d'Otobreda però s'hi va col·locar una arma de la companyia Boeing, el canó automàtic M242 Chain Gun de 25 mm.
El VEC va participar activament i amb èxit a les missions de manteniment de la pau de l'OTAN a Bòsnia-Hercegovina, Kosovo, Líban i l'Iraq donant suport als soldats.
A finals de la dècada dels 90 es va modernitzar amb la substitució del motor Pegaso per l'Scania DS9 de la mateixa potència. També s'hi va afegir blindatge passiu per millorar-ne la protecció i continua en actiu a l'exèrcit espanyol. Tot i això, actualment és un vehicle obsolet a causa de la seva insuficient resistència als artefactes explosius improvisats (IED) i la seva tendència a bolcar, que fins i tot ha causat morts en camps de maniobres.

## Característiques

### Blindatge i distribució
El cos del VEC és un casc d'alumini soldat. A tots els costats, excepte al davant, el disseny té molt poc pendent. Concretament a l'arc frontal el blindatge ofereix una protecció contra projectils perforants de fins a 7,62 mm x 51 mentre que a la resta del vehicle, laterals i darrere, resisteixen impactes de munició convencional fins a 7,62mm x 51. A més a més, algunes àrees del vehicle disposen de blindatge espaiat, per oferir una protecció addicional.
A sobre del casc hi ha la torreta fabricada amb acer. Està desplaçada cap endavant longitudinalment, entre el primer i el segon eix, i cap a la dreta respecte als laterals. El conjunt s'aguanta sobre 6 rodes.

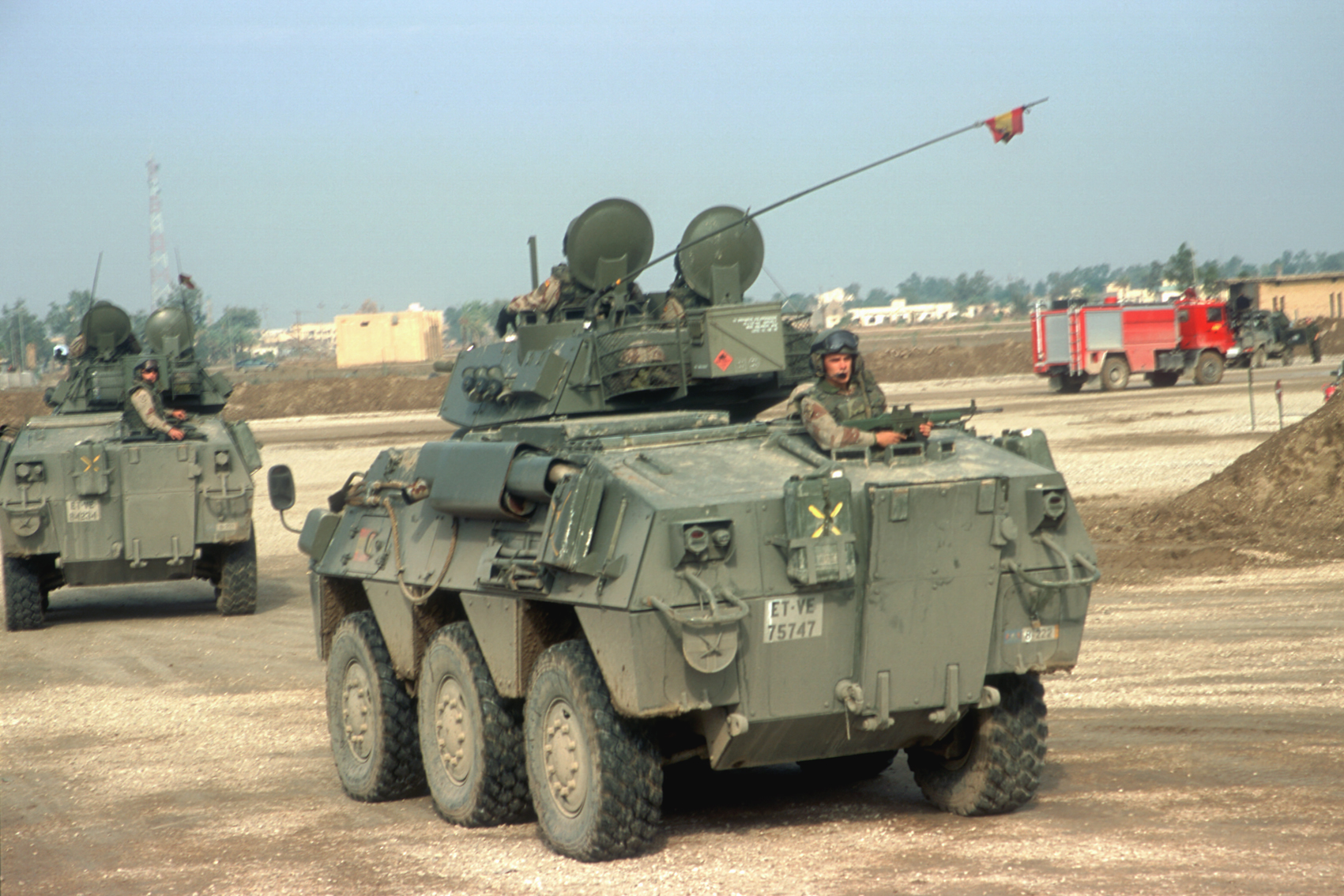
En aquesta fotografia es pot veure la porta del darrere i les escotilles superiors del comandant, l'artiller i l'explorador. Al costat esquerre també s'hi pot veure el silenciador del tub d'escapament.

L'armament està tot concentrat a la torreta. El canó automàtic M242 Bushmaster de 25 mm va centrar al frontal de la torreta, i just a sobre hi ha la metralladora coaxial de 7,62 mm. Als laterals hi van els llançafumígens, 3 a cada banda.
El conductor va assegut a davant i a l'esquerra del vehicle, per tenir millor visibilitat disposa de tres grans periscopis i a sobre hi té una escotilla per poder sortir. A dins de la torreta hi van l'artiller i el comandant, ambdós amb una sortida individual al sostre. Finalment, al costat dret del darrere del vehicle hi van els dos exploradors que tenen una porta al fons i dues escotilla individual a dalt. Al darrere i a l'esquerra hi va el motor, amb la presa d'aire al sostre i la sortida de gasos a l'esquerra dins d'un gran silenciador; per fer manteniment hi ha una porta al darrere i a l'esquerra.
L'equipament estàndard inclou una caixa d'eines, un argue de 4.500 kg, un sistema d'extinció d'incendis semiautomàtic pel compartiment del motor i dos extintors de 5kg portàtils.
També hi ha l'opció d'afegir-hi un sistema NBQ, un parell d'hidrojets i una planxa metàl·lica desplegable al davant perquè avanci més ràpid a l'aigua, un sistema de comunicacions, un sistema de posicionament global, aire condicionat i diferents pneumàtics.

### Armament
L'armament principal del VEC és un canó automàtic M242 Bushmaster chain gun de 25 mm de calibre. L'accionament és elèctric i extern i funciona amb un mecanisme de cadena molt fiable. Pot disparar municions europees i americanes de diferents tipus: perforants, explosives... Normalment porta 35 cartutxos en una caixa i 135 més en una altra, però es poden arribar a dur molts més projectils.
Aquesta arma pesa 110 kg, té una ràtio de foc de 200 projectils per minut, un abast de fins a 3.000 metres i amb una elevació des dels -10º fins als 50º pot atacar objectius terrestres (blindats lleugers, cotxes, infanteria, posicions defensives) i aeris a baixa altitud (helicòpters volant arran de terra).

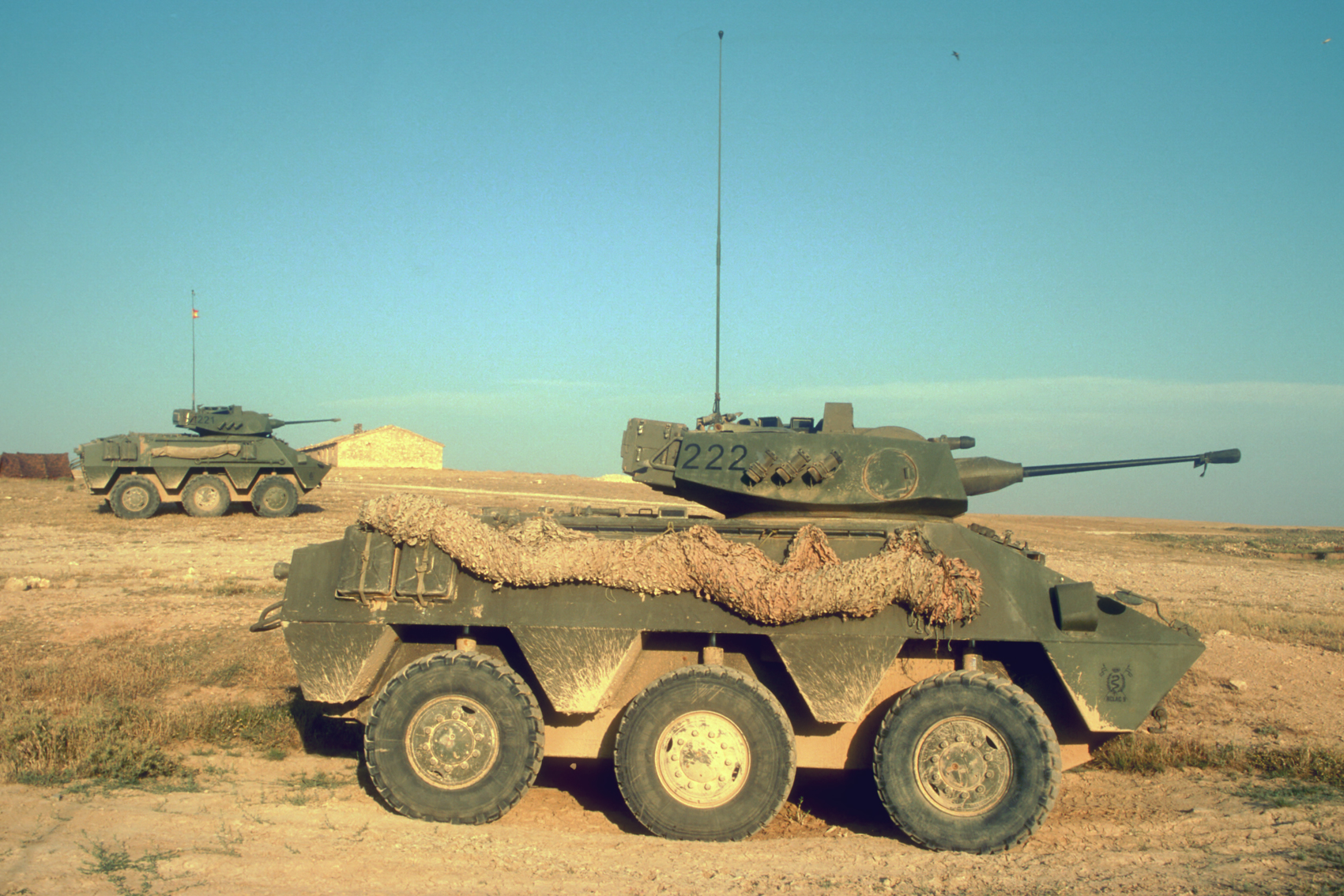
Dos VEC fotografiats de perfil.

L'armament secundari és la metralladora MG-3S de 7,62 mm de calibre que va muntada sobre el canó. Aquesta arma disposa de 350 cartutxos a punt, a més a més de 3.000 emmagatzemats a dins del blindat.

### Sistema motor
Durant els primers anys de funcionament el VEC disposava d'un motor dièsel Pegaso 9157/8 de 310 CV de potència. A principis del 1996, després d'un concurs, Scania Hispania va rebre el contracte de SBB Blindados SA, part de Santa Bárbara Group, per subministrar 700 nous motors Scania DS9 per instal·lar-los als VEC i als transports blindats de personal BMR-600.
El motor Scania DS9 té una disposició del motor de 6 cilindres en línia capaç de desenvolupar fins a 310 CV a 2.200 rpm. A més a més, és un motor més compacte i més eficient que el Pegaso.
Aquest motor, muntat al darrere i a l'esquerra del vehicle, va acoblat a una transmissió 6HP 500. Els tres eixos són de disseny i producció Pegaso, tenen doble reducció i diferencials autoblocants. La suspensió és independent per cada roda, té una flexibilitat variable. La suspensió té un recorregut de 275 mm aconseguit gràcies a un sistema oleopneumàtic de disseny MacPherson. La direcció és assistida als eixos de davant i del darrere.
El VEC també pot travessar guals i rius gràcies al disseny amfibi. A l'aigua pot avançar mitjançant el gir de les rodes a una velocitat de 3 km/h o, si s'hi afegeixen els hidrojets opcionals, pot assolir els 9 km/h.

### Equip electrònic i òptic
En l'apartat electrònic i òptic, el VEC disposa de tres periscopis pel conductor; el central es pot substituir per un de millor amb intensificador d'imatge per avançar de nit. El comandant disposa d'un seguit de periscopis amb un angle de visió de 360° al voltant de la seva escotilla per poder observar el voltant del blindat. L'artiller disposa d'un gran visor al davant de la seva escotilla per poder apuntar el canó.
Finalment, l'explorador que està assentat més al fons, disposa de tres periscopis sobre la porta de sortida del darrere i el segon observador, darrere la torreta, té un periscopi sobre la seva escotilla del sostre.